# Steven Ray Nagel
Steven Ray Nagel (* 27. Oktober 1946 in Canton, Illinois; † 21. August 2014 in Columbia, Missouri) war ein US-amerikanischer Colonel der US Air Force und NASA-Astronaut.

## Ausbildung
Nagel machte seinen Schulabschluss auf der Canton Senior High School 1964. Daraufhin studierte er Luft- und Raumfahrttechnik an der University of Illinois und schloss 1969 mit einem Bachelor ab. Seinen Master in Maschinenbau erlangte er 1978 an der California State University.

## US Air Force
Er trat 1969 im Rahmen des Air-Force-Reserve-Officer-Training-Corps- (AFROTC)-Programms der University of Illinois in die US Air Force ein und wurde in Texas und Arizona zum Piloten ausgebildet, anschließend als F-100-Pilot in Louisiana stationiert. Ab Juli 1971 bildete er in Thailand Piloten der Luftwaffe von Laos auf der T-28 aus. Im Oktober 1972 kehrte er in die USA zurück und wurde Ausbilder für Jets.
1975 begann seine Testpilotenausbildung an der Edwards Air Force Base, und daraufhin blieb er dort bis 1978 stationiert und testete hauptsächlich die Flugzeuge vom Typ F-4 und A-7D.
Er erreichte über 12.600 Flugstunden, alleine davon über 9640 in Jets.

## NASA
1978 wurde er in die 8. Astronautengruppe der NASA gewählt und ein Jahr lang als Pilot ausgebildet.
Er begleitete die Landung von STS-1 in einer T-38 und war einer der Verbindungssprecher (Capcom) für STS-2 und STS-3.
An folgenden Missionen war Nagel als Astronaut in unterschiedlicher Funktion beteiligt:
| Nr. | Mission  | Funktion           | Zeitraum                       | Flugdauer    |
| --- | -------- | ------------------ | ------------------------------ | ------------ |
| 1   | STS-51-G | Missionsspezialist | 17. Juni – 24. Juni 1985       | 7d 1h 38min  |
| 2   | STS-61-A | Pilot              | 30. Oktober – 6. November 1985 | 7d 00h 44min |
| 3   | STS-37   | Kommandant         | 5. April – 11. April 1991      | 5d 23h 32min |
| 4   | STS-55   | Kommandant         | 26. April – 6. Mai 1993        | 9d 23h 39min |

### STS-51-G
Trotz seiner Ausbildung zum Shuttlepilot hatte Nagel seinen ersten Weltraumeinsatz im Juni 1985 als Missionsspezialist bei der Mission STS-51-G mit der Raumfähre Discovery. Dabei wurden die drei Kommunikationssatelliten Telstar-3D der Firma AT&T, MORELOS-A für Mexico und ARABSAT-A für eine arabische Organisation in ihre Umlaufbahn gebracht. Unter den mitgeführten Experimenten ist insbesondere der Erstflug des Automated Directional Solidification Furnace (ADSF), eines Brennofens für physikalische Untersuchungen in der Schwerelosigkeit, zu erwähnen.
Am 20. Juni wurde ein SPARTAN-101-Satellit ausgesetzt und nach über 45 Stunden wieder zurück an Bord geholt. Während des Freiflugs von SPARTAN wurden ein Galaxienhaufen und das Zentrum unserer Galaxie erforscht.

### STS-61-A
Seine erste Mission als Pilot bekam Nagel mit der Raumfähre Challenger vom 30. Oktober bis 6. November 1985.
Bei diesem Raumflug wurde das europäische Spacelab im Laderaum mitgeführt. Die drei europäischen Nutzlastspezialisten führten darin die Mission D1 (Deutschland 1) der ESA durch. Erstmals wurde ein Teil einer Shuttle-Mission von außerhalb der USA überwacht: Während der Flug der Raumfähre vom NASA-Kontrollzentrum in Houston gesteuert wurde, war für die wissenschaftlichen Experimente im Raumlabor die DFVLR mit ihrem Zentrum im bayerischen Oberpfaffenhofen zuständig. Insgesamt wurden 75 verschiedene Experimente durchgeführt.
Zu Beginn des Fluges wurde ein kleiner Kommunikationssatellit, der im Frachtraum der Challenger untergebracht war, ausgesetzt. GLOMR (Global Low Orbiting Message Relay) war im Auftrag der DARPA gebaut worden und war ein Demonstrationsmodell zur Fernabfrage militärischer Sensoren. Der Satellit, der einen Durchmesser von 60 Zentimetern hatte und 52 Kilogramm wog, ist nach 14 Monaten am 26. Dezember 1986 in die dichteren Schichten der Erdatmosphäre eingetreten und verglüht.
Mit an Bord waren zwei deutsche Astronauten, Reinhard Furrer und Ernst Messerschmid, die jeweils ihren Jungfernflug, aber keine weiteren Weltraumflüge unternahmen.

### STS-37
Diese Mission im April 1991 war die erste, bei der Nagel Kommandant einer Mission war, die Raumfähre Atlantis wurde für diese Mission ausersehen. Die wichtigste Nutzlast der Mission war das Gammastrahlenobservatorium CGRO und wurde am dritten Flugtag ausgesetzt. Es ist das zweite der vier großen Observatorien der NASA.

### STS-55
Seinen letzten Raumflug unternahm Nagel 1993 mit der Raumfähre Columbia. STS-55 ist im deutschsprachigen Raum besser bekannt als die zweite Deutsche Spacelabmission D-2, die acht Jahre nach dem ersten Flug (D1 mit STS-61-A) durchgeführt wurde. Mit an Bord befanden sich mit Ulrich Walter und Hans Schlegel wieder zwei deutsche Astronauten.
Durch den Astronauten und Mediziner Dr. Bernard Harris wurde erstmals im Weltraum einem Astronauten (Hans Schlegel) ein intravenöser Zugang gelegt, durch den eine Kochsalzlösung injiziert wurde. Dies war Teil einer Studie, die das Ersetzen von aufgrund von Anpassung an die Schwerelosigkeit verlorener Flüssigkeit erforschen sollte. Andere Crewmitglieder nahmen daran ebenfalls teil.

### Nach den Raumflügen
Nagel schied 1995 aus der US Air Force und aus dem Astronautenbüro aus. Danach kümmerte er sich als Deputy Director für Operations Development um die Ausbildung von Piloten und die Sicherheit der Raumfahrtmissionen im Johnson Space Center.
Im September 1996 wechselte Nagel zur Luftfahrt Operationsabteilung, flog als Forschungspilot und diente als Chef der Flugsicherheit und stellvertretender Abteilungsleiter. Im Jahre 2011 wurde er als Dozent an die Universität von Missouri berufen.

## Privat
Steve Nagel verstarb am 21. August 2014 infolge einer Krebserkrankung. Er war in zweiter Ehe mit der Astronautin Linda Godwin verheiratet und hatte mit ihr eine Tochter. Nagel und Godwin absolvierten gemeinsam die Mission STS-37, zu diesem Zeitpunkt waren sie noch nicht miteinander verheiratet. Seine Hobbys waren Sportfliegen und Astronomie.